# Taça Brasil 1959
In 1959 werd de eerste editie van de Taça Brasil gespeeld. Een bekercompetitie waaraan staatskampioenen deelnamen. Het was de eerste grote georganiseerde competitie boven de staatskampioenschappen. De kampioen mag dus beschouwd worden als de eerste landskampioen van Brazilië. De competitie werd gespeeld van 23 augustus 1959 tot 29 maart 1960.
De competitie werd in drie fases gespeeld. De kampioenen van de staat São Paulo en de hoofdstad Rio de Janeiro werden beschouwd als de sterkste teams en mochten meteen naar de derde fase, de halve finale. De andere clubs moesten al in de eerste fase aantreden die in twee geografische zones verdeeld werd, die elk nog eens in twee zones verdeeld werden. De zonekampioenen bekampten elkaar in de tweede fase en de twee winnaars daarvan stootten door naar de laatste fase. De CBF erkende dit toernooi in 2010 pas als officieel landskampioenschap.

## Eerste fase

### Noordelijke zone

#### Noordoost

##### Halve finale
| Team #1 | Tot.  | Team #2 | 1ste wed | 2de wed |
| ------- | ----- | ------- | -------- | ------- |
| ABC     | 1 - 1 | Ceará   | 1 - 1    | 0 - 0   |
| CSA     | 0 - 7 | Bahia   | 0 - 5    | 0 - 2   |

|                             |                        |       |              |                                      |
| 1 september Extra wedstrijd | Ceará                  | 2 – 1 | ABC          | Estádio Presidente Vargas, Fortaleza |
| 1 september Extra wedstrijd | Claudinho 55' Doca 91' |       | 23' Tiquinho | Estádio Presidente Vargas, Fortaleza |

##### Finale
| Team #1 | Tot.  | Team #2 | 1ste wed | 2de wed |
| ------- | ----- | ------- | -------- | ------- |
| Ceará   | 2 - 2 | Bahia   | 0 - 0    | 2 - 2   |

|                              |                       |       |          |                              |
| 29 september Extra wedstrijd | Bahia                 | 2 – 1 | Ceará    | Estádio Fonte Nova, Salvador |
| 29 september Extra wedstrijd | Biriba 38' Léo 90+27' |       | 44' Doca | Estádio Fonte Nova, Salvador |

#### Noord

##### Halve finale
| Team #1      | Tot.  | Team #2              | 1ste wed | 2de wed |
| ------------ | ----- | -------------------- | -------- | ------- |
| Tuna Luso    | 4 - 4 | Ferroviário          | 3 - 1    | 1 - 3   |
| Auto Esporte | 2 - 8 | Sport Club do Recife | 0 - 3    | 2 - 5   |

|                             |              |       |             |                         |
| 1 september Extra wedstrijd | Tuna Luso    | 1 – 0 | Ferroviário | Estádio do Sousa, Belém |
| 1 september Extra wedstrijd | Chininha 34' |       |             | Estádio do Sousa, Belém |

##### Finale
| Team #1              | Tot.  | Team #2   | 1ste wed | 2de wed |
| -------------------- | ----- | --------- | -------- | ------- |
| Sport Club do Recife | 5 - 3 | Tuna Luso | 2 - 2    | 3 - 1   |

### Zuidelijke zone

#### Zuid

##### Halve finale
Grêmio had een bye.
| Team #1     | Tot.  | Team #2             | 1ste wed | 2de wed |
| ----------- | ----- | ------------------- | -------- | ------- |
| Hercílo Luz | 1 - 3 | Atlético Paranaense | 1 - 2    | 0 - 1   |

##### Finale
| Team #1             | Tot.  | Team #2 | 1ste wed | 2de wed |
| ------------------- | ----- | ------- | -------- | ------- |
| Atlético Paranaense | 0 - 2 | Grêmio  | 0 - 1    | 0 - 1   |

#### Oost

##### Halve finale
Grêmio had een bye.
| Team #1    | Tot.  | Team #2    | 1ste wed | 2de wed |
| ---------- | ----- | ---------- | -------- | ------- |
| Rio Branco | 4 - 0 | Manufatora | 3 - 0    | 1 - 0   |

##### Finale
Atlético Mineiro had een bye. 
| Team #1    | Tot.  | Team #2          | 1ste wed | 2de wed |
| ---------- | ----- | ---------------- | -------- | ------- |
| Rio Branco | 3 - 4 | Atlético Mineiro | 2 - 2    | 1 - 2   |

## Tweede fase

### Finale Noordelijke zone
| Team #1 | Tot.  | Team #2         | 1ste wed | 2de wed |
| ------- | ----- | --------------- | -------- | ------- |
| Bahia   | 3 - 8 | Sport do Recife | 3 - 2    | 0 - 6   |

|                            |                 |                    |       |                                |
| 3 november Extra wedstrijd | Sport do Recife | 0 – 2              | Bahia | Estádio Ilha do Retiro, Recife |
| 3 november Extra wedstrijd |                 | 20' Biriba 51' Léo |       | Estádio Ilha do Retiro, Recife |

### Finale Zuidelijke zone
| Team #1          | Tot.  | Team #2 | 1ste wed | 2de wed |
| ---------------- | ----- | ------- | -------- | ------- |
| Atlético Mineiro | 2 - 5 | Grêmio  | 1 - 4    | 0 - 1   |

## Halve finale
|                  |                                         |       |           |                                                                                              |
| 17 november Heen | Santos                                  | 4 – 1 | Grêmio    | Estádio da Vila Belmiro, Santos Toeschouwers: 18.000 Scheidsrechter: Alberto da Gama Malcher |
| 17 november Heen | Jair 25', 31' Coutinho 82' Urubatão 91' |       | 60' Gessy | Estádio da Vila Belmiro, Santos Toeschouwers: 18.000 Scheidsrechter: Alberto da Gama Malcher |

|                  |               |             |       |                                                                   |
| 19 november Heen | Vasco da Gama | 0 – 1       | Bahia | Maracanã, Rio de Janeiro Scheidsrechter: Clinamulte Vieira França |
| 19 november Heen |               | 53' Alencar |       | Maracanã, Rio de Janeiro Scheidsrechter: Clinamulte Vieira França |

|                   |         |       |                             |                                                                                |
| 24 november Terug | Bahia   | 1 – 2 | Vasco da Gama               | Estádio Fonte Nova, Salvador Toeschouwers: 40.000 Scheidsrechter: Antonio Viug |
| 24 november Terug | Ari 78' |       | 60' Roberto Pinto 79' Delém | Estádio Fonte Nova, Salvador Toeschouwers: 40.000 Scheidsrechter: Antonio Viug |

|                   |        |       |        |                                                                                |
| 25 november Terug | Grêmio | 0 – 0 | Santos | Toeschouwers: Estádio Olímpico, Porto Alegre Scheidsrechter: Cláudio Magalhães |
| 25 november Terug |        |       |        | Toeschouwers: Estádio Olímpico, Porto Alegre Scheidsrechter: Cláudio Magalhães |

|                             |         |       |               |                                                                                    |
| 26 november Extra wedstrijd | Bahia   | 1 – 0 | Vasco da Gama | Estádio Fonte Nova, Salvador Toeschouwers: 25.000 Scheidsrechter: Francisco Moreno |
| 26 november Extra wedstrijd | Léo 48' |       |               | Estádio Fonte Nova, Salvador Toeschouwers: 25.000 Scheidsrechter: Francisco Moreno |

## Finale
|                                   |                         |       |                             |                                                                                              |
| 10 december 1959 Eerste wedstrijd | Santos                  | 2 – 3 | Bahia                       | Estádio da Vila Belmiro, Santos Toeschouwers: 23.000 Scheidsrechter: Alberto da Gama Malcher |
| 10 december 1959 Eerste wedstrijd | Pelé 15' Pepe 77' (pen) |       | 26' Biriba 57', 89' Alencar | Estádio da Vila Belmiro, Santos Toeschouwers: 23.000 Scheidsrechter: Alberto da Gama Malcher |

| Santos | Bahia |

|                                   |       |                      |        |                                                                                         |
| 30 december 1959 Tweede wedstrijd | Bahia | 0 – 2                | Santos | Estádio Fonte Nova, Salvador Toeschouwers: 40.000 Scheidsrechter: José Monteiro Alencar |
| 30 december 1959 Tweede wedstrijd |       | 7' Coutinho 28' Pelé |        | Estádio Fonte Nova, Salvador Toeschouwers: 40.000 Scheidsrechter: José Monteiro Alencar |

| Bahia | Santos |

|                               |                                         |       |              |                                                                               |
| 29 maart 1960 Derde wedstrijd | Bahia                                   | 3 – 1 | Santos       | Maracanã, Rio de Janeiro Toeschouwers: 20.000 Scheidsrechter: Frederico Lopes |
| 29 maart 1960 Derde wedstrijd | Vicente 37' Léo Briglia 46' Alencar 76' |       | 27' Coutinho | Maracanã, Rio de Janeiro Toeschouwers: 20.000 Scheidsrechter: Frederico Lopes |

| Bahia | Santos |

### Kampioen
| Taça Brasil de 1959       |
| Bahia                     |
| ------------------------- |
| BAHIA Kampioen (1° titel) |

## Topschutters
| Speler            | Speler | Goals | Club  |
| ----------------- | ------ | ----- | ----- |
| Vlag van Brazilië | Léo    | 8     | Bahia |